# Ali Savadkouhi
Ali Bakhtiar Savadkouhi (in persiano علی سوادکوهی‎; ...) è un lottatore iraniano, specializzato nella lotta libera e nella lotta greco-romana. È stato vicecampione continentale ai campionati asiatici di Almaty 2021 nei 79 chilogrammi.

## Palmarès
| Anno | Manifestazione             | Sede        | Evento             | Risultato | Note |
| ---- | -------------------------- | ----------- | ------------------ | --------- | ---- |
| 2018 | Campionati asiatici junior | Nuova Delhi | lotta libera 74 kg | Bronzo    |      |
| 2018 | Mondiali junior            | Trnava      | lotta libera 74 kg | 9º        |      |
| 2019 | Campionati asiatici U23    | Ulan Bator  | lotta libera 79 kg | Oro       |      |
| 2020 | Campionati asiatici        | Nuova Delhi | lotta libera 79 kg | Bronzo    |      |
| 2021 | Campionati asiatici        | Almaty      | lotta libera 79 kg | Argento   |      |
| 2022 | Campionati asiatici        | Ulan Bator  | 79 kg              | Oro       |      |

## Altre competizioni internazionali
2018
- 14º nella lotta libera 79 kg al Torneo Alany ( Vladikavkaz)

2019
- Bronzo nella lotta libera 79 kg nella Coppa Takhti ( Kermanshah)

2020
- Oro nella lotta libera 79 kg nella Coppa Takhti ( Kermanshah)
- Oro nella lotta greco-romana 79 kg nella Coppa Takhti ( Shiraz)